# Општина Дуплек
Општина Дуплек (словен. Duplek) је једна од општина Подравске регије у држави Словенији. Седиште општине је насеље Згорњи Дуплек.

## Природне одлике
Рељеф: Општина Дуплек налази се у источном делу Словеније, у словеначком делу Штајерске. Подручје општине је прелазно подручје између бреговите области Словенских Горица и равничарске долине реке Драве.
Клима: У општини влада умерено континентална клима.
Воде: Западна граница општине је река Драва. Сви остали водотоци су мали и њене су притоке.

## Становништво
Општина Дуплек је густо насељена.

## Насеља општине
- Вурберк
- Дворјане
- Жикарце
- Згорња Корена
- Згорњи Дуплек
- Зимица
- Јабланце
- Сподња Корена
- Сподњи Дуплек
- Цигленце